# Darchen
| Tibetische Bezeichnung  |
| Chinesische Bezeichnung |
| ----------------------- |
| Traditionell: 塔欽      |
| Vereinfacht: 塔钦       |
| Pinyin:tǎqīn            |

Darchen, auch Tarchan oder Taqin (vereinfachtes Chinesisch 塔钦, traditionelles Chinesisch 塔欽, Pinyin tǎqīn), ist ein Dorf auf 4575 Metern Höhe im Bezirk Burang der Autonomen Region Tibet in China. Es war früher als Lhara bekannt und ist immer noch entsprechend ausgeschildert. Darchen war früher eine wichtige Schafstation für Nomaden und ihre Herden und hatte nur zwei feste Gebäude, von denen nur eines die Kulturrevolution überlebte und heute zur Unterbringung tibetischer Pilger genutzt wird.
Darchen liegt direkt vor dem heiligen Berg Kailash und ist der Ausgangspunkt für Wallfahrten wie der Parikrama. Die zunehmende Zahl von Touristen wirkt sich inzwischen auch auf die Umwelt negativ aus. 2002 wurde mit ca. 200.000 Pilgern ein vorläufiger Höhepunkt erreicht. Zusätzlich wurden in den Unterkunftsstätten in Darchen ca. 9000 Touristen registriert.
Darchen liegt eine eintägige Busfahrt (ca. 330 km) von der Stadt Shiquanhe oder (Ali) im Nordosten entfernt, wo sich der am 1. Juli 2010 eröffnete Flughafen Ngari-Günsa befindet, der zweimal wöchentlich Flüge nach Lhasa und Chengdu anbietet.

Darchen
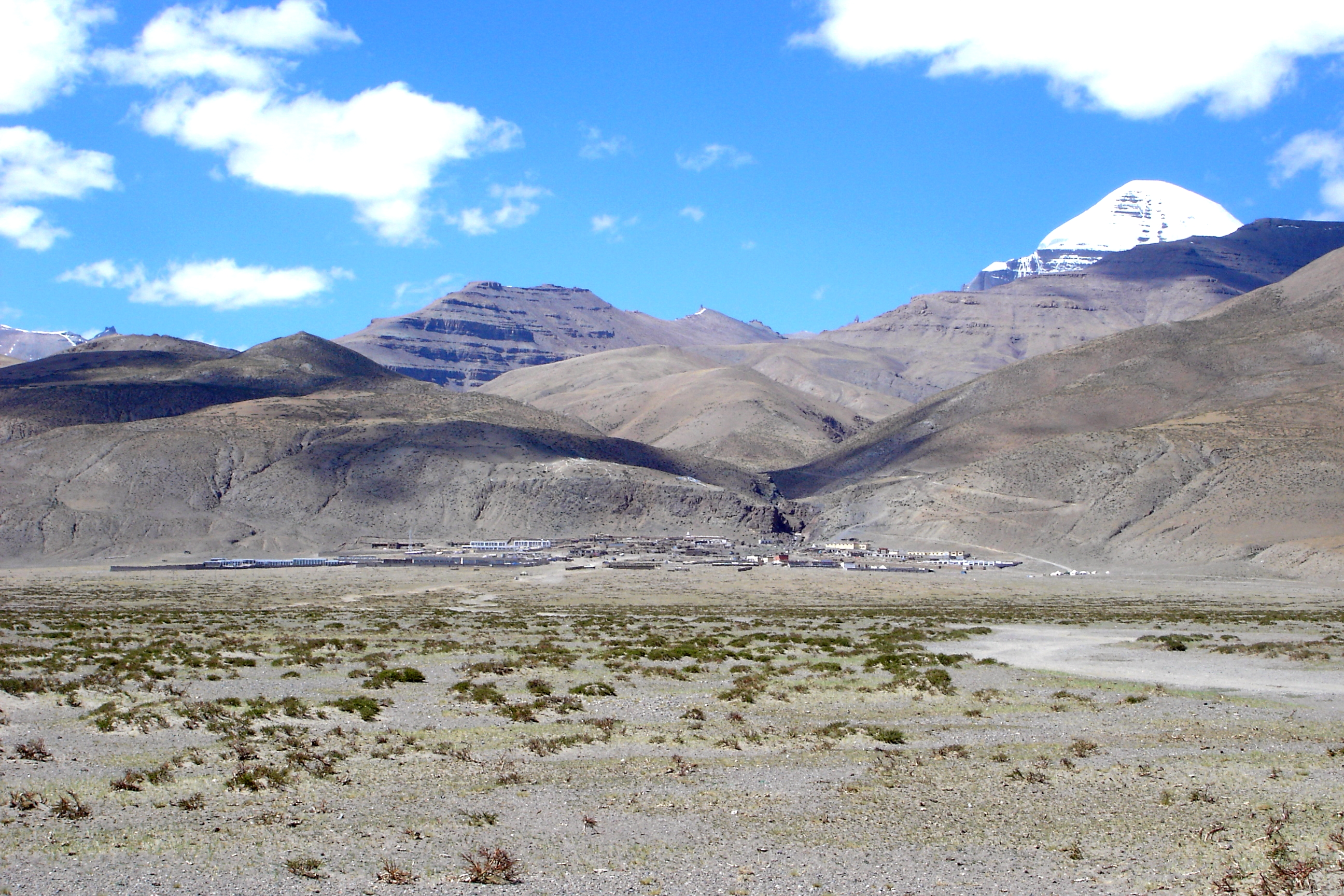